# Friedrich von Mallinckrodt
Friedrich von Mallinckrodt (* 15. August 1894 in Essen; † 2. August 1941 bei Rechlin) war ein deutscher Offizier und Testpilot.

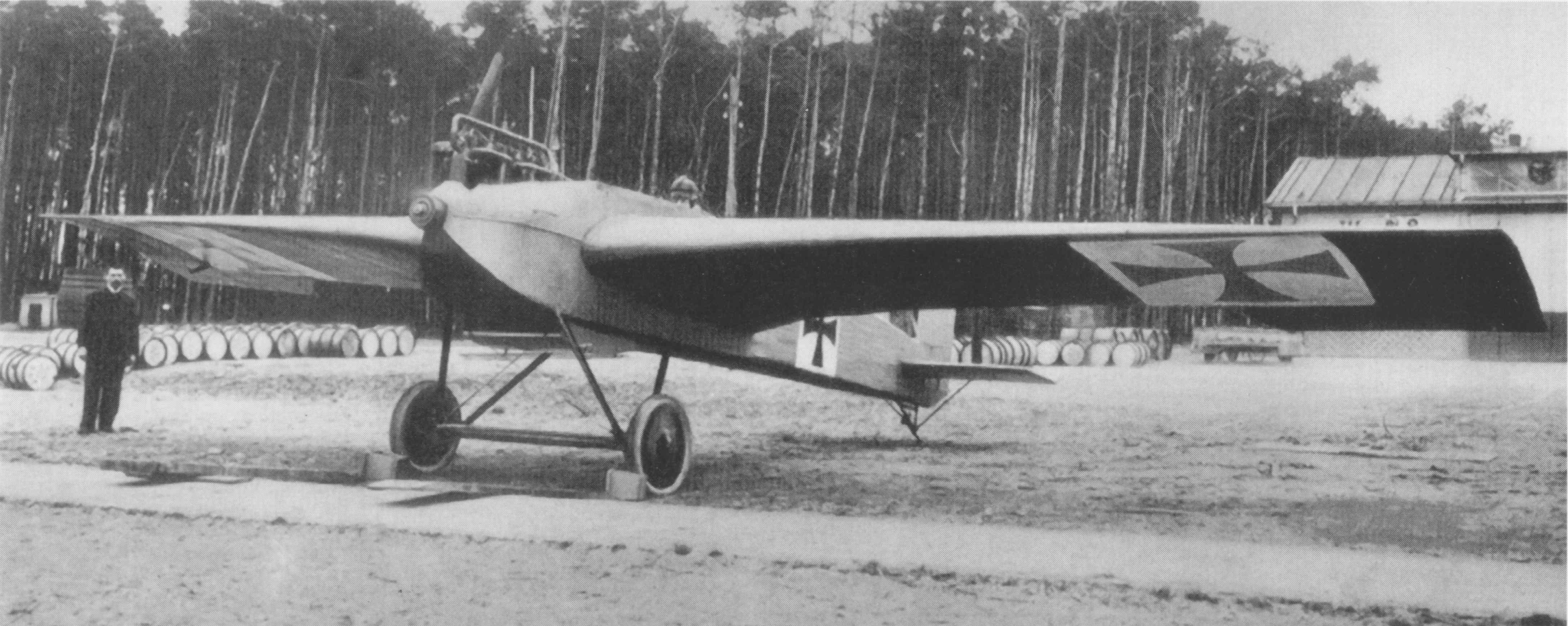
Flugvorbereitung der J 1 in der Fliegerersatzabteilung 1 in Döberitz (1915)

Am 12. Dezember 1915 wagte er als junger Fliegerleutnant in Döberitz den ersten Probeflug der Junkers J 1, des ersten Ganzmetallflugzeugs der Welt.
Im Ersten Weltkrieg wurde ihm nach sechs Luftsiegen der Hausorden von Hohenzollern verliehen.

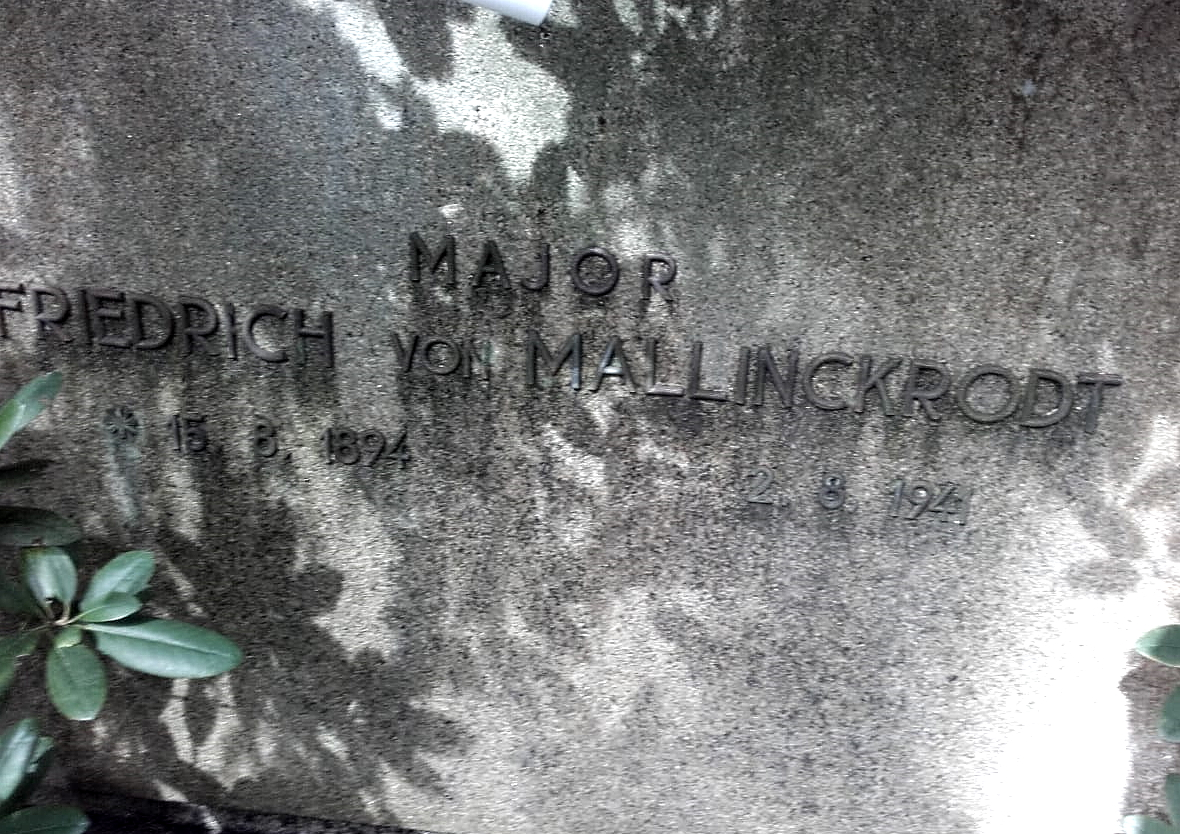
Grabstein auf dem Südwestkirchhof Stahnsdorf

Er gehörte während des Zweiten Weltkriegs als Hauptmann der Erprobungsstelle der Luftwaffe an. Anfang August 1941 kam er bei einem Flugzeugabsturz nordöstlich von Rechlin ums Leben und wurde auf dem Südwestkirchhof Stahnsdorf beigesetzt. Nach einer Umbettung in eine Anlage für die „Opfer von Krieg und Gewaltherrschaft“ auf demselben Friedhof blieb sein Grabstein am ursprünglichen Ort erhalten.